# Aristolochia inflata
Fleur pélican
Espèce
Aristolochia inflata, la Fleur pélican, est une espèce de plantes à fleurs de la famille des Aristolochiaceae. Son aire de répartition indigène s'étend du sud du Mexique au Venezuela. C'est une liane qui pousse principalement dans le biome tropical humide. Elle est utilisée comme médicament et a des usages environnementaux.

## Description
Aristolochia inflata est une liane grimpante, glabre ayant une odeur assez agréable. Les tiges sont grêles, les feuilles sont largement ovées à oblongues ou triangulaires, glabres en dessus, pubérulentes en dessous. les fleurs sont solitaires. Les bractées sont largement elliptiques, cordées. Les limbes sont unilobés, ovés oblongs ou triangulaires ové, brusquement étalés, cordés à la base, à lobes pourpres ou rosés tachetés de brun ; à gorge jaune intérieurement. Les fruits sont des capsules cylindriques. Les graines sont ovoïdes à cordiformes à larges marges,.

## Toxicité
Les plantes de cette famille contiennent de l'acide aristolochique ayant des propriétés anti-inflamatoires, anti-tumorales, mais toxiques pour les reins.

## Systématique
Le nom correct complet (avec auteur) de ce taxon est Aristolochia inflata Kunth.
Aristolochia inflata a pour synonymes :
- Aristolochia gibbosa Duch.
- Aristolochia hirta H.Buek
- Aristolochia odoratissima Benth.
- Aristolochia podocarpa Bertol.
- Aristolochia torta Willd.
- Aristolochia torta Willd. ex Duch.
- Aristolochia torta Willd. ex Klotzsch
- Howardia benthamii Klotzsch
- Howardia inflata (Kunth) Klotzsch